# Кирилин, Александр Николаевич (учёный)
Александр Николаевич Кирилин (18 ноября 1948, Высоцкое, Московская область — 27 января 2025, Москва) — советский и российский авиационный инженер, учёный, доктор технических наук, профессор.

## Биография

### Образование и карьера
В 1974 году Александр Кирилин окончил Московский авиационный институт по специальности инженер-механик по вертолётостроению. После окончания института был распределён на кафедру «Технология производства ЛА», где работал в должности старшего инженера.
В 1977—1978 годы — освобождённый секретарь комитета ВЛКСМ 1 факультета МАИ.
В период с 1978 по 1981 год обучался в очной аспирантуре, успешно защитил кандидатскую диссертацию (1982 г).
С 1982 по 1992 год работал на кафедре «Технология производства ЛА» научным сотрудником, старшим научным сотрудником, доцентом по совместительству, начальником конструкторско-технологического бюро.
С 1992 по 2009 годы — главный конструктор КБ «Дирижаблестроение» МАИ.
Окончил в 1993 году Школу бизнеса и менеджмента в университете Pepperdine (США).
В 2001 году защитил диссертацию на соискание учёной степени доктора технических наук на тему «Научно-методическое обеспечение проектирования дирижаблей нового поколения».
С 2002 по 2017 год — профессор кафедры «Конструкция самолётов» МАИ (по совместительству).
С 1991 по 2025 годы — президент ООО "Научно-производственная фирма «Аэростатика».
С 2004 по 2025 годы — генеральный директор — генеральный конструктор АО «Аэростатика».

### Научная деятельность
Основным направлением научных исследований Кирилина является обоснование конструктивно-технологического и эксплуатационного облика дирижаблей нового поколения. По этой теме им опубликовано около полусотни научных работ, сделано 16 докладов на международных конференциях в России, Германии, Англии, Китае, США, Франции, Швеции. Он руководил разработкой экспериментальных дирижаблей «Аэростатика-01», «Аэростатика-02», которые успешно эксплуатировались в для решения гражданских и иных задач. Принимали участие в авиационных салонах МАКС-1995, МАКС-1997, авиационных парадах в Тушино и Ахтубе, в съёмках художественных фильмов «Китайский сервиз» и «Фортуна» (1994—2003), осуществляли коммерческие рекламные полеты над Москвой (1997—1999).
Кирилин разработчик проектов стратосферного дирижабля с гибридной силовой установкой с продолжительностью беспосадочных полетов до нескольких месяцев, двухъярусного высоко комфортабельного пассажирского дирижабля для полётов на средние расстояния, восьмиярусного высоко комфортабельного туристического дирижабля, предназначенного для континентальных и межконтинентальных путешествий, полётов вокруг земного шара.
Он также занимался общественной научной работой в качестве члена Международной ассоциации дирижаблистов, академика РАЕН, руководителя отделения «Воздухоплавание» и вице-президента «Академии наук авиации и воздухоплавания».

### Смерть
Александр Николаевич Кирилин скончался 27 января 2025 года в Москве после продолжительной болезни.

## Награды
- Серебряная медаль ВДНХ СССР. За достигнутые успехи в развитии народного хозяйства СССР (постановление Главного комитета ВДНХ СССР от 19.11.1984 № 701-Н)
- Серебряная медаль ВДНХ СССР. За достигнутые успехи в развитии народного хозяйства СССР (постановление Главного комитета ВДНХ СССР от 16.06.1989 № 318-Н)
- Медаль «В память 850-летия Москвы» (1997)
- Медаль Русского Воздухоплавательного общества «За заслуги перед российским воздухоплаванием» (решение III Конференции РВО от 28.12.2000)
- Медаль Русского Воздухоплавательного общества «Александр Матвеевич Кованько» — За особые достижения в разработке, проектировании и освоении в производстве аэростатических летательных аппаратов, научную и педагогическую деятельность (2000)